# Wagakki Band
Wagakki Band (和楽器バンド 'Wagakki BANDO'?) es un grupo de folk rock / folk metal japonés. La cantante shigin Yūko Suzuhana (elegida Miss Nico Nama ニコ生 en 2011) y siete músicos versionan canciones Vocaloid (fenómeno japonés basado en un programa informático de creación de líneas vocales) con wagakki (instrumentos tradicionales japoneses) y lo que ellos denominan «western» (rock).
Su vídeo musical Tengaku (天樂?) fue visto más de 200.000 veces en cuatro días. Además, el vídeo musical de la canción Senbonzakura (千本桜?) ha recibido más de 70 millones de visitas en YouTube. 
En 2014, la Japan Expo invitó a Wagakki Band a actuar en Francia, pero su primer concierto independiente en el extranjero tuvo lugar en Taipéi en 2015.

## Miembros
- Yūko Suzuhana (鈴華ゆう子?) – Vocalista
- Kiyoshi Ibukuro (いぶくろ聖志?) – Koto
- Daisuke Kaminaga (神永大輔?) – Shakuhachi
- Beni Ninagawa (蜷川べに?) – Tsugaru Shamisen
- Kurona (黒流?) – Wadaiko
- Machiya (町屋?) – Guitarra eléctrica
- Asa (亜沙?) – Bajo eléctrico
- Wasabi (山葵?) – Batería

## Discografía

### Álbumes de estudio
- Vocalo Zanmai (ボカロ三昧?)  (23 de abril de 2014)
- Yasouemaki (八奏絵巻?)  (2 de septiembre de 2015)
- Shikisai (四季彩?)  (22 de marzo de 2017)
- Otonoe (オトノエ?) (25 de abril de 2018)
- Tokyo Singing (東京シンギング?) (14 de octubre de 2020)
- Vocalo Zanmai 2 (ボカロ三昧2?) (17 de agosto de 2022)

### Cover albums
- Joshou. (序章.?)  (17 de noviembre de 2013)(Miniálbum)
- Vocalo Zanmai (ボカロ三昧?)  (23 de abril de 2014)[5][6]

### Video singles
- Hanabi (華火?)  (27 de agosto de 2014)[7][8][9][10]
- Ikusa -ikusa- / Nadeshiko Sakura (戦-ikusa-/なでしこ桜?)  (25 de febrero de 2015)[11]
- Kishikaisei (起死回生?)  (17 de agosto de 2016)

### Digital singles
- Hana Furumai (華振舞?)    (25 de mayo de 2015)
- Strong Fate  (13 de enero de 2016)

### Split singles
- Valkyrie -Sen'otome- / Eyes (Valkyrie-戦乙女-/アイズ?)    (24 de junio de 2016) (Wagakki Band x Kaji Hitomi)

### Live DVD&BD
- Vocalo Zanmai Daiensoukai (ボカロ三昧大演奏会?)    (26 de noviembre de 2014)
- Wagakki Band Daishin'nenkai 2016 Nippon Budoukan -Akatsuki no Utage- (和楽器バンド 大新年会2016 日本武道館 -暁ノ宴-?)    (23 de marzo de 2016)